# Nebeská blecha

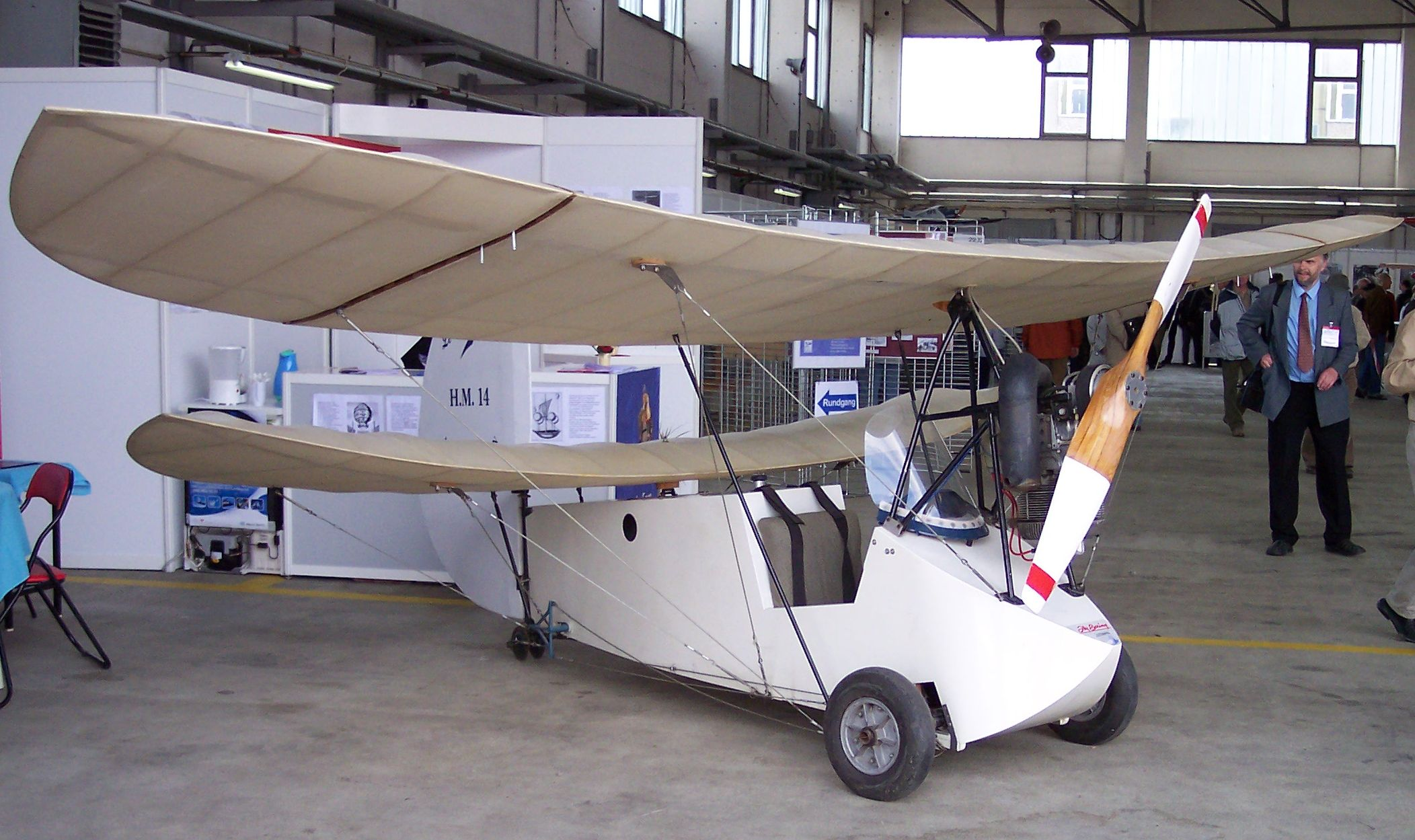
HM-14 Nebeská blecha

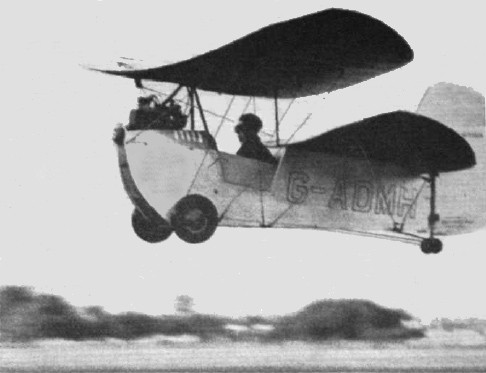
Nebeská blecha G-ADMH v letu, 1935

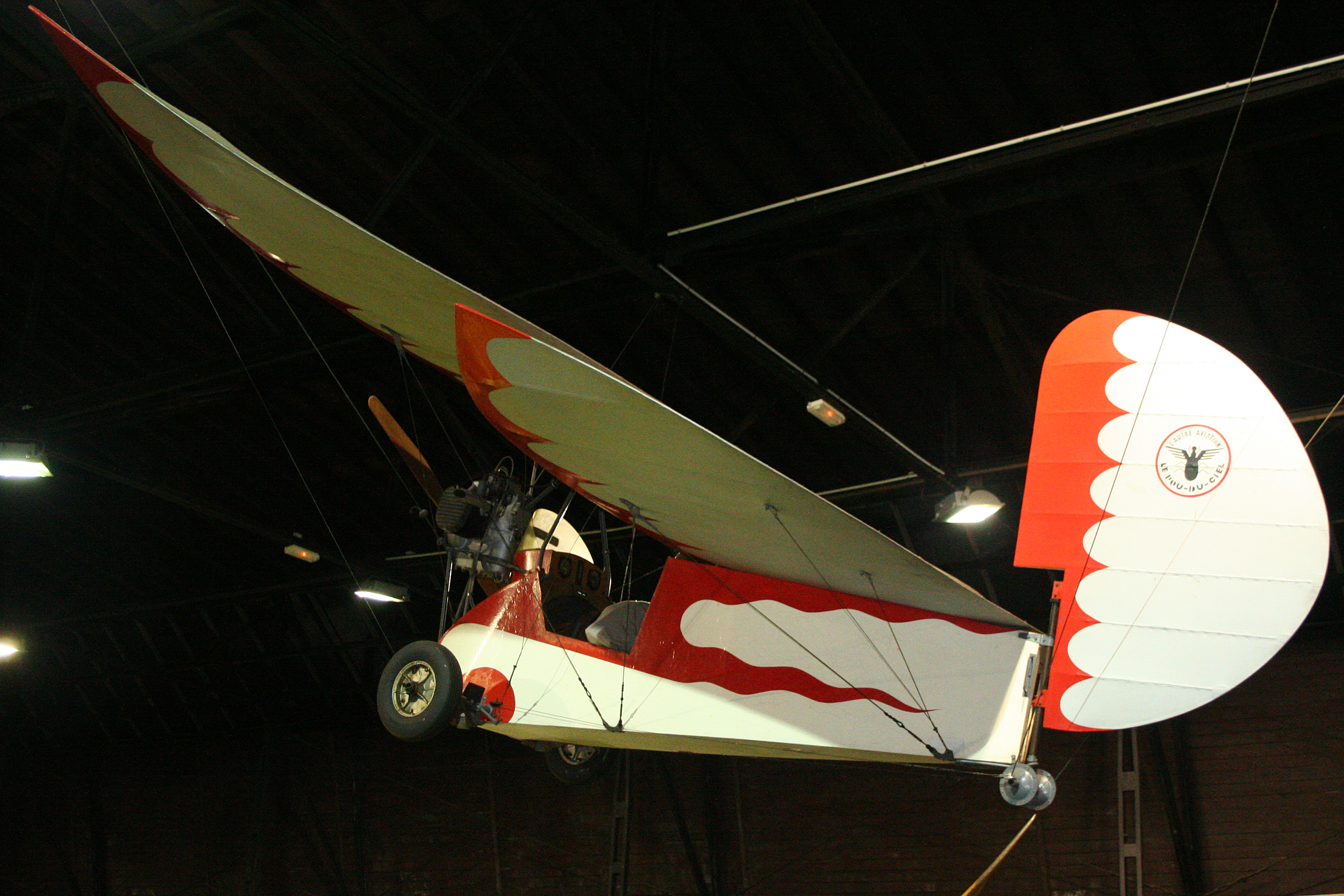
Nebeská blecha ve Kbelích

Nebeská blecha (francouzsky Pou-du-ciel) je velká rodina podomácku vyráběných letadel. První prototypy vzlétly v roce 1933.

## Koncepce
Nebeské blechy byly vyvinuty francouzským výrobcem nábytku Henrim Mignetem.
Ten nebyl přijat jako vojenský pilot a tak se rozhodl postavit si své vlastní letadlo. Mezi lety 1931 a 1933 vyráběl v Paříži prototypy a testoval je na polích severovýchodně od města. Dne 10. září 1933 provedl první zdařilý let s modelem HM-14. Plány a pokyny ke stavbě poté uveřejnil v knize Le Sport de l'Air: Pourquoi et Comment J´a construit le Pou-du-Ciel. V roce 1935 byla kniha přeložena do angličtiny. V českém překladu vyšla pod názvem „Letecký sport – Proč a jak jsem si postavil Nebeskou blechu“ v roce 1936 (Podle jiného zdroje již koncem roku 1934).
Originální prototyp byl poháněn motocyklovým dvoutaktním motorem Aubier-Dunne 500 cm3 o 17 k s převodovým poměrem 2,5:1. Měl rozpětí křídel 5,9 m, délku 3,5 m a hmotnost 204 kg. Normální rozsah rychlosti byl 40-100 km/h.

## Vzhled
Mignet zkonstruoval stroj úmyslně co nejjednodušeji. Nebeská blecha je letoun s křídly v tandemu, který je někdy označován za dvouplošník se silným stupněním. Kostra je dřevěná, potažená plátnem. Originální koncepce byla jednosedadlová s dvouosým řízením.
Ovládací systém byl velmi nekonvenční. Letadlo mělo normální řídící páku. Pohyby dopředu a dozadu přímo ovládaly úhel náběhu předního křídla. Protože centrum vztlaku předního křídla bylo umístěno před těžištěm, pohybovalo to přídí nahoru a dolů.
Pohyby páky ze strany na stranu ovládaly velkou směrovku. Její pohyby kromě samotného zatočení způsobily i naklonění celého letadla. 
Mignet prohlásil: „Pokud umíte sbít bednu a řídit auto, dokážete postavit Nebeskou blechu a létat s ní.“

## Varianty
Existuje asi 300 verzí Nebeské blechy. Některé z nich jsou zde: (chronologicky)
- HM-14 - první model, který byl doporučen amatérům
- HM-290 - vylepšený jednosedadlový model s motorem o 70 hp
- HM-310 Estafette - poválečná verze s uzavřenou kabinou, poháněná motorem Continental A90-12F o 90 hp.
- HM-351 - dvoumístná verze
- HM-360 - verze s vylepšenou geometrií křídel
- HM-380L - dvoumístná verze s trupem z železných trubek
- HM-1000 Balerit - vylepšená dvoumístná verze používaná francouzskou armádou.

## Bezpečnost
V začátcích mnoho Nebeských blech havarovalo (někdy i se smrtelnými následky). Proto jim bylo v některých zemích zakázáno létat.

## Amatérské konstrukce
Krátce po uveřejnění plánů v roce 1934 mnoho amatérů začalo stavět své Nebeské blechy. Ve Francii jich bylo postaveno asi 500. Průměrné náklady byly tehdy 350 dolarů (54 000 Kč).
V Československu a Česku bylo postaveno (či rozestavěno) kolem dvaceti Nebeských blech. Prokazatelně létaly pouze čtyři, u třech to není vyloučeno, ostatní byly pouze zkoušeny na zemi nebo nebyly dokončeny. Ve sbírkách českých muzeí jsou uloženy tři stroje: v Leteckém muzeu Kbely, Národním technickém muzeu a v leteckém muzeu v Deštné.